# Petro Pewnyj
Petro Pewnyj (ur. 1888 w Połtawie, zm. 1957 w USA) – ukraiński polityk okresu II RP, poseł na Sejm III i IV kadencji w latach 1930–1938.

## Życiorys
Ukończył studia w Moskwie. W okresie tworzenia się niepodległej Ukrainy redaktor pism Widrożdenija, Ukrajina i Ukrajinśke słowo (1918–1921). Członek Towarzystwa im. Piotra Mohyły. 
W latach 1931–1936 przewodniczył Ukraińskiemu Zjednoczeniu Wołyńskiemu (WUO). Jako polityk starał się iść na kompromis z władzami II RP w stopniu znacznie szerszym niż UNDO, współpracował z wojewodą Józewskim. 
Poseł na Sejm III i IV kadencji z okręgu Kowel, w 1936 usunięty z WUO. Po wojnie na emigracji w Niemczech zachodnich, następnie wyjechał do USA, gdzie zmarł.